# Hubert Marcq
Hubert Marcq est un architecte belge de la fin du XIXe siècle et du début du XXe siècle représentatif de l'architecture éclectique et du style Beaux-Arts en Belgique.
Sa carrière, qui se déroule principalement à Etterbeek, comporte deux phases.
Durant la première moitié de sa carrière, il manie les styles éclectique, néo-Renaissance flamande et néogothique qu'il applique, entre autres, à une série d'institutions catholiques comme le Cercle catholique d'Etterbeek, la maison des « Sœurs Saint-Vincent de Paul », l'Institut des Sœurs de l'Enfant Jésus, la clinique Saint-Michel ou encore l'Institut Saint-Stanislas, son œuvre la plus connue.
Il se tourne ensuite vers le style Beaux-Arts, incarnation de l'éclectisme en Belgique après 1905, et se consacre par ailleurs à l'érection de la Cité-jardin du Foyer Etterbeekois.

## Réalisations

### Réalisations de style éclectique

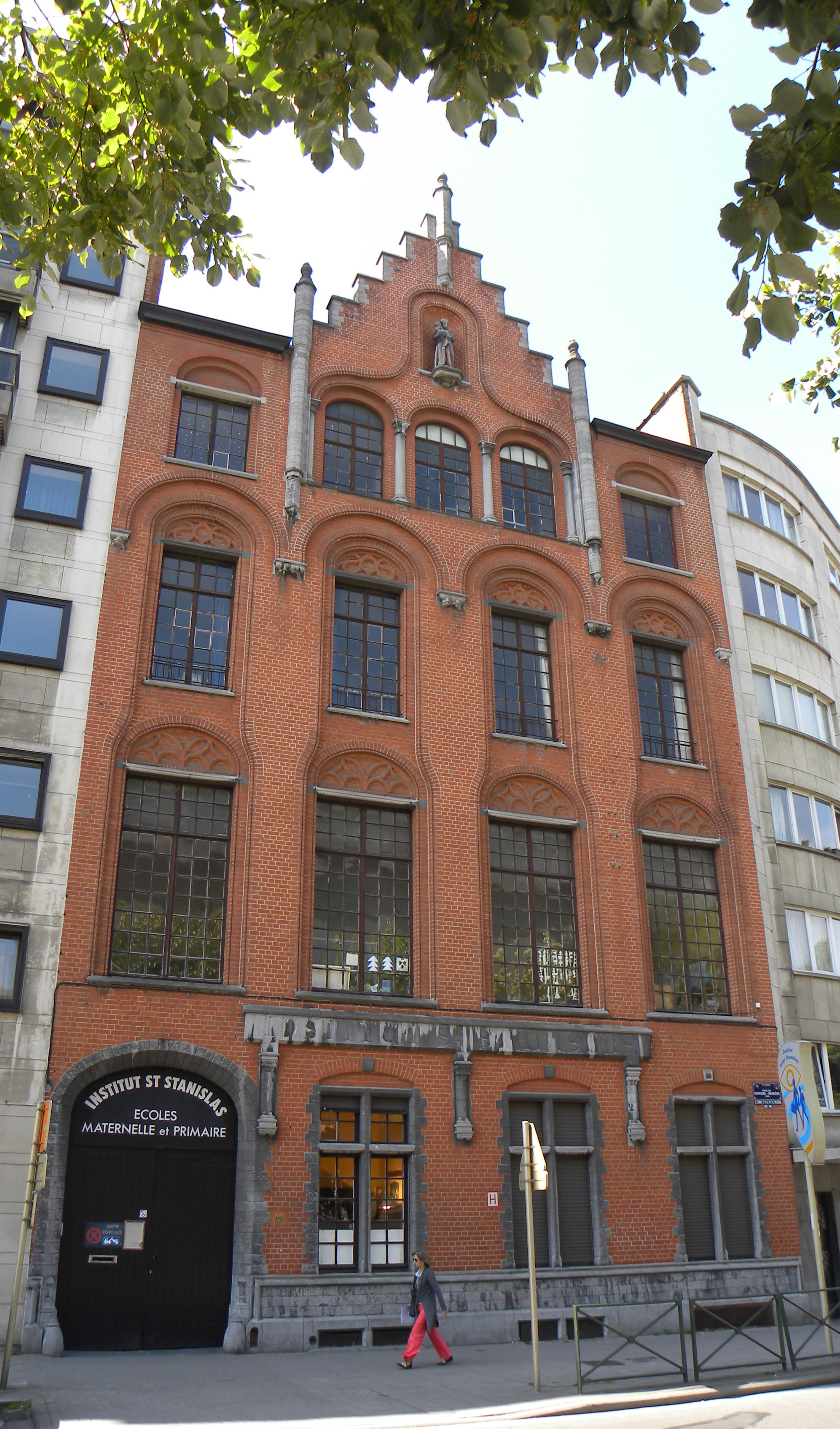
Institut Saint-Stanislas, Avenue des Nerviens 115

- 1889 Ancien Cercle catholique d'Etterbeek, rue Doyen Boone 4-6 à Etterbeek (néo-Renaissance flamande)[1]

- 1889 rue du Gouvernement Provisoire 17 (néo-Renaissance flamande)[2]

- 1889 Casa Rosa - maison des « Sœurs Saint-Vincent de Paul », place Van Meyel 15-16 à Etterbeek (néogothique et néo-Renaissance flamande)[3]

- 1890 Casa Rosa - maison de repos pour femmes, place Van Meyel 17 à Etterbeek (néogothique et néo-Renaissance flamande)[3]

- 1891 rue de Belle-Vue 40 à Bruxelles (éclectisme)[4]

- 1893 rue Belliard 183 à Etterbeek, maison personnelle (éclectisme)[5]

- 1894 Institut des Sœurs de l'Enfant Jésus, rue Général Leman 74 à Etterbeek (éclectisme)[6]

- 1894 Avenue d'Auderghem 163-165 à Etterbeek (néogothique)[7]

- 1895 Clinique Saint-Michel, rue de Linthout 152-154 à Etterbeek (néo-Renaissance flamande)[8],[9]

- 1900 École communale « La Farandole », chaussée Saint-Pierre 191-193 à Etterbeek (néo-Renaissance flamande)[10]

- 1900 Immeuble d'angle, rue Belliard 177 à Etterbeek (éclectisme)[11]

- 1901 Institut Saint-Stanislas, avenue des Nerviens 115, 131-133 à Etterbeek (néogothique)[12] (classé en 1995[13])

- 1907 deux maisons rue Gachard, 52 et 54 à Ixelles

- 1912 Maison, avenue Milcamps, 129 à Schaerbeek

### Réalisations de style néoclassique
- 1904 Ancienne imprimerie du journal « Le XXe siècle », impasse de la Fidélité 4 à Bruxelles[14]

### Réalisations de style Beaux-Arts
- 1908 Avenue Eugène Plasky 38 à Schaerbeek[15]
- 1924 Immeuble à appartements rue Charles Legrelle 41 à Etterbeek[16]

### Divers
- 1910 Pont de Luttre à Forest
- 1922 Cité-jardin du Foyer Etterbeekois, rue Baron Dhanis à Etterbeek[17]